# Tyuhtyeti járás
A Tyuhtyeti járás (oroszul: Тюхтетский район) Oroszország egyik járása a Krasznojarszki határterületen. Székhelye Tyuhtyet.

## Népesség
- 1989-ben 12 814 lakosa volt.
- 2002-ben 10 386 lakosa volt.
- 2010-ben 8 856 lakosa volt.